# Joana (Lied)
Joana ist ein Schlager des deutschen Sängers Roland Kaiser aus dem Jahr 1984, der von Joachim Heider, Norbert Hammerschmidt und Kaiser geschrieben wurde. Produziert wurde er von Peter Wagner und Thomas Meisel. Das Lied wurde mehrfach gecovert, unter anderem 2006 von Peter Wackel und Chriss Tuxi.

## Inhalt
Joana ist ein Schlager im 4/4-Takt. Er erschien im August 1984 nach Es kann der Frömmste nicht in Frieden leben als zweite Singleauskopplung des Albums Ich fühl’ mich wohl in deinem Leben. Die Single beinhaltet als B-Seite das Lied Ich fühl’ mich wohl in deinem Leben, das ebenfalls auf dem gleichnamigen Album zu finden ist.
In dem Lied geht es um eine Frau namens Joana, die mit dem Lyrischen Ich „verbotene Träume“ erlebt.

„Joana

Geboren um Liebe zu geben

Verbotene Träume erleben

Ohne Fragen an den Morgen danach

Oh Joana

Dein Lächeln ist Fordern und Flehen

Mit mir all die Wege zu gehen

Die ein Mensch allein nicht findet.“

## Charts und Chartplatzierungen
Joana erreichte in Deutschland Rang 35 der Singlecharts und platzierte sich 17 Wochen in den Charts. Die Single wurde zum 13. Charthit für Kaiser als Autor und Interpret in Deutschland. Einen größeren Erfolg feierten die Partyschlager-Sänger Peter Wackel und Chriss Tuxi im Jahr 2007. Das Cover erreichte die Singlecharts in Deutschland, Österreich und der Schweiz. In Deutschland platzierte sich das Cover höher und länger in den Charts als das Original.

## Coverversionen
Das Stück wurde 2007 von Peter Wackel feat. Chriss Tuxi als Partyschlager gecovert. Im Refrain unterscheidet sich der Text, wo in Kaisers Original nur ein Gitarrenakkord zu hören ist werden in der Partyschlager-Version vulgäre Phrasen wie „Du Drecksau“ oder „Du Luder“ gesungen. Kaiser selbst äußerte sich nicht grundsätzlich negativ über diese Abwandlungen seines Textes, betonte aber, dass er lieber seine eigene Version sänge. Mit dem abgewandelten Text entwickelte sich das Lied zum Evergreen auf Volksfesten, Partyschlagerevents und beim Après-Ski. Das Lied gehört bis heute zum Programm zahlreicher Partykapellen und wird wegen der Mitsingparts im Refrain gerne als Stimmungslied gespielt. Im Rahmen der Sexismus-Debatte um das Lied Layla 2022 wurde auch die Volksfest-Version von Joana kritisch hinterfragt.
Weitere Coverversionen existieren von u. a. von den jungen Zillertalern, Vincent Gross, Kay Dörfel, Ross Antony und Giovanni Zarrella. Unter dem Titel Ek lewe wurde auch eine Version in Afrikaans veröffentlicht.